# Vato Arveladze
Vato Arveladze (en georgiano: ვატო არველაძე; Homburgo, 4 de marzo de 1998) es un futbolista alemán, nacionalizado georgiano, que juega en la demarcación de centrocampista para el Fatih Karagümrük SK de la Superliga de Turquía.

## Selección nacional
Tras jugar con la selección de fútbol sub-17 de Georgia, la sub-19 y la sub-21, finalmente debutó con la selección absoluta el 26 de marzo de 2019. Lo hizo en un partido de clasificación para la Eurocopa 2020 contra Irlanda que finalizó con un resultado de 1-0 tras el gol de Conor Hourihane. Su primer gol con el combinado internacional lo anotó el 7 de junio de 2019 contra Gibraltar.

### Goles internacionales
| # | Fecha              | Estadio                                  | Oponente  | Gol | Resultado | Competición                         |
| - | ------------------ | ---------------------------------------- | --------- | --- | --------- | ----------------------------------- |
| 1 | 7 de junio de 2019 | Estadio Borís Paichadze, Tiflis, Georgia | Gibraltar | 3-0 | 3-0       | Clasificación para la Eurocopa 2020 |

## Clubes
| Club                    | País    | Año         | Partidos | Goles |
| ----------------------- | ------- | ----------- | -------- | ----- |
| FC Sasco Tbilisi        | Georgia | 2014        | 4        | 2     |
| FS 35 Sapekhburto Skola | Georgia | 2014        | 2        | 2     |
| Kasımpaşa SK II         | Turquía | 2014 - 2015 |          |       |
| FC Lokomotivi Tbilisi   | Georgia | 2015 - 2018 | 41       | 8     |
| Korona Kielce           | Polonia | 2018 -      | 29       | 5     |
| FC Lokomotivi Tbilisi   | Georgia | 2020        | 5        | 0     |
| Fatih Karagümrük SK     | Turquía | 2020 -      |          |       |